# S-13 (U-Boot, 1941)
Die S-13 (kyrillisch С-13) war ein sowjetisches U-Boot der Stalinez-Klasse, das während des Zweiten Weltkriegs eingesetzt wurde.
Die Klasse wurde vom Den Haager Ingenieurskantoor voor Scheepsbouw im Auftrag der Germaniawerft in Kiel und der Deschimag in Bremen entworfen. Da Deutschland nach Artikel 191 des Versailler Vertrags der Bau und der Erwerb aller Unterwasserfahrzeuge untersagt war, wurde der Entwurf an die Sowjetunion übergeben. Mit dem Bau von S-13 wurde am 19. Oktober 1938 begonnen. Das am 25. April 1939 vom Stapel gelaufene Boot wurde am 31. Juli 1941 in den Dienst der Baltischen Rotbannerflotte gestellt.
Zu Bekanntheit gelangte das U-Boot, als es am 30. Januar 1945 unter Kapitän Alexander Iwanowitsch Marinesko das ehemalige deutsche "Kraft durch Freude"-Kreuzfahrtsschiff Wilhelm Gustloff mit drei Torpedotreffern versenkte. Das Schiff war am selben Tag von Gdingen, 1939–1945 Gotenhafen genannt, aufgebrochen, um etwa 1500 Marinesoldaten, u. a. der 2. U-Lehrdivision, und Wehrmachthelferinnen nach Westen zu bringen, und transportierte auch über 8500 Zivilpersonen. Als es nach der Torpedierung gegen 22:50 Uhr auf der Höhe von Stolpmünde sank, kamen über 9300 Menschen ums Leben. Die genaue Opferzahl ist nicht bekannt, da die Einschiffung auf der Wilhelm Gustloff überhastet vorgenommen und nicht alle Passagiere registriert worden waren. Ihr Untergang zählt zu den schwersten Katastrophen der Seefahrt.
Nur etwa zwei Wochen später torpedierte das U-Boot am 10. Februar 1945 mit der Steuben ein zweites Passagierschiff mit etwa 4200 Menschen an Bord. Insgesamt versenkte S-13 fünf Schiffe mit zusammen 44.138 BRT.
Am 7. September 1954 wurde S-13 außer Dienst gestellt und 1956 verschrottet.

## Nachwirkung
- Günter Grass erwähnte S-13 in seinem Roman Im Krebsgang. Steidl, Göttingen 2002, ISBN 3-88243-800-2.